# Euphyia bicolorata
Euphyia bicolorata är en fjärilsart som beskrevs av Moritz Balthasar Borkhausen 1794. Euphyia bicolorata ingår i släktet Euphyia och familjen mätare. Inga underarter finns listade i Catalogue of Life.